# Joseph Henry Leo Schlarman
Joseph Henry Leo Schlarman (* 23. Februar 1879 in Breese, Illinois, Vereinigte Staaten; † 10. November 1951 in Peoria, Illinois) war ein US-amerikanischer Geistlicher und römisch-katholischer Bischof von Peoria.

## Leben
Joseph Henry Leo Schlarman wurde als zehntes Kind einer deutschen Einwandererfamilie geboren. Zunächst begann er in Quincy ein Medizinstudium, wechselte aber nach vier Jahren zur Theologie. Seine Studien absolvierte er unter anderem in Innsbruck und Rom. Er empfing am 29. Juni 1904 im Brixner Dom die Priesterweihe für das Bistum Belleville.
Papst Pius XI. ernannte ihn am 16. April 1930 zum Bischof von Peoria. Der Erzbischof von Chicago, George Kardinal Mundelein, spendete ihn am 17. Juni desselben Jahres die Bischofsweihe; Mitkonsekratoren waren Henry J. Althoff, Bischof von Belleville, und Edward Francis Hoban, Bischof von Rockford.
Trotz seiner angegriffenen Gesundheit – er musste sich fünfzehn Operationen unterziehen – erreichte er eine Reorganisation und finanzielle Konsolidierung des Bistums. Er veranlasste eine umfangreiche Renovierung der Kathedrale und setzte sich für die liturgische Bildung der Laien ein. Am 27. Juni 1951, wenige Wochen vor seinem Tod, verlieh ihm Papst Pius XII. den persönlichen Titel eines Erzbischofs.